# Hārohalli
Hārohalli är en ort i Indien.   Den ligger i distriktet Mysore och delstaten Karnataka, i den södra delen av landet, 1 800 km söder om huvudstaden New Delhi. Hārohalli ligger 712 meter över havet och antalet invånare är 7 888.
Terrängen runt Hārohalli är platt. Runt Hārohalli är det tätbefolkat, med 493 invånare per kvadratkilometer. Närmaste större samhälle är Mysore, 15,5 km väster om Hārohalli. Omgivningarna runt Hārohalli är en mosaik av jordbruksmark och naturlig växtlighet.